# Helena Ek Tidstrand
Karin Helena Ek Tidstrand, tidigare Fries Tidstrand, ogift Tidstrand, född 22 april 1970 i Åls församling, Kopparbergs län, är en svensk entreprenör samt delägare i Clas Ohlson och flera svenska nöjesparker.
Helena Tidstrand är dotter till ingenjören Bo Tidstrand (1944–2008) och Gunilla, ogift Ohlson (1946–2000) som kom från varsin framgångsrik företagarsläkt. Hon är sonsons dotter till Axel Ludvig Tidstrand som drev en av Europas största textilfabriker, Tidstrands yllefabrik i Sågmyra. Hon är också dotterdotter till Tore Ohlson och barnbarnsbarn till Clas Ohlson, grundare av Clas Ohlson AB. Hon är den största ägaren i företaget med en röstandel på 17 procent och ett aktieägarinnehav på 1,37 miljoner A-aktier och 6,18 miljoner B-aktier (2015-05-13).
Tillsammans med Mattias Banker och sin bror Johan Tidstrand äger hon Parks & Resorts Scandinavia AB som är ägare till Gröna Lund, Kolmårdens djurpark, Skara Sommarland, Furuviksparken och Aquaria vattenmuseum.
Helena Tidstrand Ek var gift första gången 1997–2003 med Mats Fries (senare Alexander, född 1964), med vilken hon har två barn. Andra gången gifte hon sig 2010 med Mats Ek Tidstrand (född 1971), med vilken hon också har två barn.